# グルーモ・アップラ
グルーモ・アップラ（イタリア語: Grumo Appula）は、イタリア共和国プッリャ州バーリ県にある、人口約1万3000人の基礎自治体（コムーネ）。

## 地理

### 位置・広がり

#### 隣接コムーネ
隣接するコムーネは以下の通り。
- アルタムーラ
- ビネット
- カッサーノ・デッレ・ムルジェ
- サンニカンドロ・ディ・バーリ
- トリット

## 出身者
- マッシモ・スタノ - 陸上競技選手[4]、2020東京オリンピック男子20km競歩金メダリスト[5]